# Прицци
Прицци (итал. Prizzi) — коммуна в Италии, располагается в регионе Сицилия, подчиняется административному центру Палермо.
Население составляет 5518 человек (на 2004 г.), плотность населения составляет 60 чел./км². Занимает площадь 95 км². Почтовый индекс — 90038. Телефонный код — 091.
Покровителем населённого пункта считается святой Георгий. Праздник ежегодно празднуется 23 апреля.